# Alfred Baudrillart
Alfred-Henri-Marie Baudrillart, francoski rimskokatoliški duhovnik, škof in kardinal, * 6. januar 1859, Pariz, † 19. maj 1942, Pariz.

## Življenjepis
9. julija 1893 je prejel duhovniško posvečenje.
29. julija 1921 je bil imenovan za pomožnega škofa Pariza in za naslovnega škofa Hemerie; 28. oktobra istega leta je prejel škofovsko posvečenje. 12. aprila 1928 je bil imenovan za naslovnega nadškofa Meliten.
16. decembra 1935 je bil povzdignjen v kardinala in imenovan za kardinal-duhovnika S. Bernardo alle Terme.